# Wolha Kardapolzawa
Wolha Kardapolzawa (belarussisch Вольга Кардапольцава, russisch Ольга Кардопольцева, Olga Kardopolzewa, engl. Transkription Olga Kardopoltseva; * 11. September 1966 in Alma-Ata) ist eine ehemalige belarussische Geherin.
Sie gewann bei den Leichtathletik-Europameisterschaften 1990 in Split – für die Sowjetunion startend – die Silbermedaille im 10-km-Gehen hinter Annarita Sidoti. Bei den Leichtathletik-Hallenweltmeisterschaften 1991 in Sevilla wurde sie über 3000 m Vierte.
Bei den Leichtathletik-Weltmeisterschaften 1995 in Göteborg erreichte Kardapolzawa den 14. Platz im 10-km-Gehen. Über dieselbe Distanz wurde sie bei den Olympischen Spielen 1996 in Atlanta Sechste. Den größten Erfolg ihrer Karriere erzielte sie schließlich mit dem Gewinn der Silbermedaille bei den Leichtathletik-Weltmeisterschaften 1997 in Athen, wie 1990 in Split erneut hinter Annarita Sidoti. Bei den Leichtathletik-Europameisterschaften 1998 in Budapest belegte Kardapolzawa den achten Rang.
Wolha Kardapolzawa ist 1,70 m groß und hatte ein Wettkampfgewicht von 56 kg.